# میانتسواریوو
میانتسواریوو (به لاتین: Miantsoarivo) یک منطقهٔ مسکونی در ماداگاسکار است که در Arivonimamo واقع شده‌است. میانتسواریوو ۲۳٬۰۰۰ نفر جمعیت دارد و ۱٬۳۹۵ متر بالاتر از سطح دریا واقع شده‌است.